# Нафтогазоносна область
Нафтогазоносна область (англ. oil and gas bearing region, oil and gas bearing area, нім. erdöl- und erdgasführendes Gebiet n) — сукупність структурних зон нафтогазонакопичення приурочених до великого геоструктурного елемента (склепіння, западини, мегавалу і ін.). Н.о. характеризується спільністю геол. будови, розвитку, в тому числі палеогеографічних і літолого-фаціальних умов нафтогазоутворення і накопичення протягом тривалих періодів геол. історії.
Площа нафтогазоносних областей може варіювати від кількох десятків до кількох сотень кв. км

## Класифікація
За тектонічними ознаками виділяють нафтогазоносні області:
Платформні нафтогазоносні області пов'язані зі склепінчастими підняттями, ізометричними платформними западинами і авлакогенами.
Нафтогазоносні області рухомих поясів — з міжгірськими западинами, авлакогенами, грабенами, серединними масивами.
Нафтогазоносні області перехідного типу — з крайовими (передовими) прогинами.
Лінійні розміри нафтогазоносної області — сотні км, площа — від десятків тисяч до сотень тисяч км².
Нафтогазоносні області можуть розрізнятися за: умовами формування нафтових і газових родовищ; стратиграфічним діапазоном нафтогазоносності; характеристикою структурних елементів, які контролюють нафтогазонакопичення; фазовим станом вуглеводнів у покладах і розмірами скупчень нафти і газу.
Нафтогазоносна область може бути частиною нафтогазоносної провінції або самостійною територією (наприклад, Передкарпатська, Балтійська та інші нафтогазоносні області). Багато з них з порівняно невеликими площами мають значні об'єми осадового виконання. В межах нафтогазоносних провінцій виділяють понад 270 нафтогазоносних областей.